# Morti nel 1999/Febbraio
| Questa pagina contiene informazioni ricavate automaticamente dalle voci biografiche con l'ausilio del template Bio e di un bot. L'aggiornamento è periodico e automatico e ricostruisce completamente la pagina. Se manca una persona in questa lista, sei pregato di non aggiungerla, ma accertati piuttosto che la sua voce biografica contenga il template Bio e che i dati anagrafici siano correttamente compilati. Se il template Bio manca, inseriscilo tu stesso o, in alternativa, metti l'avviso {{tmp\|Bio}} che ne segnala la mancanza. Se i dati riportati sono sbagliati, correggi direttamente la voce biografica; le modifiche saranno visibili in questa lista entro pochi giorni. Per chiarimenti vedi il progetto biografie. La lista contiene solo le 148 persone che sono citate nell'enciclopedia e per le quali è stato implementato correttamente il template Bio. Pagina aggiornata al 10 mag 2025. |

- 1º febbraio - Alfonso Aparicio, calciatore e allenatore di calcio spagnolo (n. 1919)
- 1º febbraio - Rudolf Kárpáti, schermidore ungherese (n. 1920)
- 1º febbraio - Barış Manço, cantautore, musicista e produttore televisivo turco (n. 1943)
- 1º febbraio - Otello Trombetta, calciatore italiano (n. 1915)
- 2 febbraio - Jerry Nagel, cestista statunitense (n. 1928)
- 2 febbraio - Tunku Kurshiah, sovrana malese (n. 1911)
- 2 febbraio - Marie Van Brittan Brown, inventrice statunitense (n. 1922)
- 3 febbraio - Luc Borrelli, calciatore francese (n. 1965)
- 3 febbraio - Aleksej Nikolaevič Gorochov, violinista, direttore d'orchestra e docente sovietico (n. 1927)
- 3 febbraio - Gwen Guthrie, cantautrice e pianista statunitense (n. 1950)
- 3 febbraio - Mikko Hietanen, maratoneta finlandese (n. 1911)
- 3 febbraio - Arthur Mann, allenatore di calcio e calciatore scozzese (n. 1948)
- 4 febbraio - Luigi Bernabò Brea, archeologo italiano (n. 1910)
- 4 febbraio - Amadou Diallo, guineano (n. 1975)
- 4 febbraio - Erich Hartmann, fotografo tedesco (n. 1922)
- 5 febbraio - Marcella Balconi, psichiatra, partigiana e politica italiana (n. 1919)
- 5 febbraio - Vito Cusumano, ingegnere e politico italiano (n. 1924)
- 5 febbraio - Salvatore Gioia, tenore italiano (n. 1934)
- 5 febbraio - Wassily Leontief, economista russo (n. 1905)
- 5 febbraio - Vittorio Emanuele Marzotto, imprenditore e politico italiano (n. 1922)
- 5 febbraio - Linda Sini, attrice italiana (n. 1926)
- 6 febbraio - Erwin Blask, martellista tedesco (n. 1910)
- 6 febbraio - Ottorino Davighi, prete italiano (n. 1920)
- 6 febbraio - Danny Dayton, attore statunitense (n. 1923)
- 6 febbraio - Jurij Istomin, calciatore sovietico (n. 1944)
- 6 febbraio - Audrey Westphal, attrice e ballerina statunitense (n. 1922)
- 7 febbraio - Husayn di Giordania, re giordano (n. 1935)
- 7 febbraio - Pierluigi Lavagnino, pittore italiano (n. 1933)
- 7 febbraio - William Ludwig, sceneggiatore statunitense (n. 1912)
- 7 febbraio - Umberto Maglioli, pilota automobilistico italiano (n. 1928)
- 7 febbraio - Antonio Pacenza, pugile argentino (n. 1928)
- 7 febbraio - Bobby Troup, attore, pianista e cantautore statunitense (n. 1918)
- 8 febbraio - Raffaele Iacovino, scrittore e storico italiano (n. 1934)
- 8 febbraio - Per Knudsen, calciatore danese (n. 1925)
- 8 febbraio - Iris Murdoch, filosofa e scrittrice irlandese (n. 1919)
- 8 febbraio - Nicola Rotunno, arcivescovo cattolico e diplomatico italiano (n. 1928)
- 8 febbraio - Giuseppe Tatarella, politico, avvocato e giornalista italiano (n. 1935)
- 8 febbraio - Rudolf Troppert, sollevatore austriaco (n. 1909)
- 8 febbraio - Alba Valech Capozzi, scrittrice e superstite dell'Olocausto italiana (n. 1916)
- 9 febbraio - Enzo Forcella, scrittore, giornalista e storico italiano (n. 1921)
- 9 febbraio - Nicola Foschini, avvocato e politico italiano (n. 1909)
- 9 febbraio - Aleksander Gieysztor, storico polacco (n. 1916)
- 9 febbraio - Mario Mannelli, calciatore italiano (n. 1915)
- 9 febbraio - Antonio Romeo, politico e sindacalista italiano (n. 1923)
- 10 febbraio - Peko Dapčević, partigiano e generale jugoslavo (n. 1913)
- 10 febbraio - Herb Krautblatt, cestista statunitense (n. 1926)
- 10 febbraio - Jean Levavasseur, schermidore francese (n. 1924)
- 10 febbraio - Joseph Marie Nguyễn Tùng Cương, vescovo cattolico vietnamita (n. 1919)
- 10 febbraio - Petros Panagiōtarakos, cestista greco (n. 1943)
- 10 febbraio - Francisco de Almeida Fleming, attore, sceneggiatore e regista brasiliano (n. 1900)
- 11 febbraio - William Alonso, economista statunitense (n. 1933)
- 11 febbraio - Philip Brownstein, allenatore di pallacanestro statunitense (n. 1906)
- 11 febbraio - Jaki Byard, pianista, sassofonista e compositore statunitense (n. 1922)
- 11 febbraio - Werner Korff, hockeista su ghiaccio tedesco (n. 1911)
- 11 febbraio - Dragan Kovačić, cestista jugoslavo (n. 1939)
- 11 febbraio - Reidar Kristiansen, calciatore norvegese (n. 1927)
- 11 febbraio - Giulio Salvadori, pittore italiano (n. 1918)
- 11 febbraio - Ermanno Toschi, pittore italiano (n. 1906)
- 12 febbraio - Paul Bairoch, storico e economista belga (n. 1930)
- 12 febbraio - Heinz Schubert, attore tedesco (n. 1925)
- 12 febbraio - Michel Seuphor, critico d'arte, storico dell'arte e pittore belga (n. 1901)
- 13 febbraio - Jānis Dobelis, calciatore lettone (n. 1911)
- 13 febbraio - Gary Jennings, scrittore e giornalista statunitense (n. 1928)
- 14 febbraio - Nikolaj Chlystov, hockeista su ghiaccio sovietico (n. 1932)
- 14 febbraio - John Ehrlichman, politico statunitense (n. 1925)
- 14 febbraio - Jacques Loew, presbitero e teologo francese (n. 1908)
- 15 febbraio - Keith Carey, cestista statunitense (n. 1920)
- 15 febbraio - Big L, rapper statunitense (n. 1974)
- 15 febbraio - Billy Garrett, pilota automobilistico statunitense (n. 1933)
- 15 febbraio - Guido Gerosa, scrittore, giornalista e politico italiano (n. 1933)
- 15 febbraio - Libero Gualtieri, politico e partigiano italiano (n. 1923)
- 15 febbraio - Henry Way Kendall, fisico statunitense (n. 1926)
- 15 febbraio - Aigars Kriķis, slittinista sovietico (n. 1954)
- 16 febbraio - Necil Kazım Akses, musicista turco (n. 1908)
- 16 febbraio - Michele Amorena, politico italiano (n. 1946)
- 16 febbraio - Guillermo Arellano, calciatore cileno (n. 1908)
- 16 febbraio - Fritzi Burger, pattinatrice artistica su ghiaccio austriaca (n. 1910)
- 16 febbraio - Michele D'Alessandro, mafioso italiano (n. 1945)
- 16 febbraio - Ugo Grappasonni, golfista italiano (n. 1922)
- 16 febbraio - Bailey Olter, politico micronesiano (n. 1932)
- 16 febbraio - Pietro Scamuzzi, cestista, allenatore di calcio e dirigente sportivo italiano (n. 1915)
- 17 febbraio - Antonio Pinghelli, giornalista, scrittore e poeta italiano (n. 1910)
- 17 febbraio - Shirley Stoler, attrice statunitense (n. 1929)
- 18 febbraio - Vincenzo Falanga, attore italiano (n. 1927)
- 18 febbraio - Andreas Feininger, fotografo e saggista statunitense (n. 1906)
- 18 febbraio - Stefano Germanò, politico italiano (n. 1917)
- 18 febbraio - Nikolaj Latyšev, arbitro di calcio e calciatore sovietico (n. 1913)
- 18 febbraio - Amleto Monsellato, politico italiano (n. 1922)
- 18 febbraio - Louis Toffoli, pittore francese (n. 1907)
- 19 febbraio - Arnaldo Bera, partigiano, politico e sindacalista italiano (n. 1915)
- 19 febbraio - Vinicio Congiu, avvocato, giornalista e imprenditore italiano (n. 1918)
- 19 febbraio - Mario Degrassi, calciatore italiano (n. 1919)
- 19 febbraio - Alois Haene, missionario e vescovo cattolico svizzero (n. 1910)
- 19 febbraio - Lloyd LaBeach, velocista panamense (n. 1922)
- 19 febbraio - Eliseo Salino, ceramista e scultore italiano (n. 1919)
- 19 febbraio - Muhammad Muhammad Sadiq al-Sadr, religioso iracheno (n. 1943)
- 20 febbraio - Franco Grignani, grafico e artista italiano (n. 1908)
- 20 febbraio - Sarah Kane, drammaturga britannica (n. 1971)
- 20 febbraio - Clelia Laviosa, archeologa e etruscologa italiana (n. 1928)
- 20 febbraio - Ferdinando Ardengo Maffia, giornalista italiano (n. 1935)
- 20 febbraio - Gene Siskel, critico cinematografico, giornalista e conduttore televisivo statunitense (n. 1946)
- 21 febbraio - Giuseppe Avarna, poeta e scrittore italiano (n. 1916)
- 21 febbraio - Benito Cazora, dirigente d'azienda e politico italiano (n. 1933)
- 21 febbraio - Gertrude B. Elion, farmacologa e biochimica statunitense (n. 1918)
- 21 febbraio - Vittore Fiore, giornalista e scrittore italiano (n. 1920)
- 21 febbraio - Gaynor Flanagan, cestista australiana (n. 1933)
- 21 febbraio - Otto Horn, militare tedesco (n. 1903)
- 21 febbraio - Ilmari Juutilainen, aviatore finlandese (n. 1914)
- 21 febbraio - Walter Lini, politico vanuatuano (n. 1942)
- 21 febbraio - Jørgen Sørensen, calciatore danese (n. 1922)
- 22 febbraio - Bitto Albertini, direttore della fotografia, sceneggiatore e regista italiano (n. 1923)
- 22 febbraio - Erhard Fappani, pittore svizzero (n. 1936)
- 22 febbraio - Charles Gerhardt, direttore d'orchestra statunitense (n. 1927)
- 22 febbraio - Albrecht Noth, islamista e storico tedesco (n. 1937)
- 22 febbraio - Menno Oosting, tennista olandese (n. 1964)
- 22 febbraio - Hans Skjervheim, filosofo e saggista norvegese (n. 1926)
- 23 febbraio - Isaac Alfaro, cestista messicano (n. 1919)
- 23 febbraio - Carlos Hathcock, militare statunitense (n. 1942)
- 23 febbraio - Biki, stilista e socialite italiana (n. 1906)
- 23 febbraio - Dino Poggi, calciatore italiano (n. 1914)
- 23 febbraio - Heinrich Schmid, linguista e filologo svizzero (n. 1921)
- 23 febbraio - Alberto Vigevani, scrittore, editore e critico teatrale italiano (n. 1918)
- 23 febbraio - The Renegade, wrestler statunitense (n. 1965)
- 24 febbraio - Andre Dubus, statunitense (n. 1936)
- 24 febbraio - David Eccles, I visconte Eccles, politico inglese (n. 1904)
- 24 febbraio - Virginia Foster Durr, attivista statunitense (n. 1903)
- 24 febbraio - Rosario Lacerenza, compositore e direttore di banda italiano (n. 1917)
- 24 febbraio - Enzo Menegotti, calciatore italiano (n. 1925)
- 24 febbraio - Derek Nimmo, attore inglese (n. 1930)
- 24 febbraio - António Pinho, calciatore portoghese (n. 1899)
- 25 febbraio - Glenn Theodore Seaborg, chimico statunitense (n. 1912)
- 25 febbraio - Štěpán Zavřel, pittore, illustratore e scrittore ceco (n. 1932)
- 26 febbraio - Jean Coulomb, matematico e geofisico francese (n. 1904)
- 26 febbraio - Annibale Frossi, allenatore di calcio, giornalista e calciatore italiano (n. 1911)
- 26 febbraio - Samiba Khalil, attivista palestinese (n. 1924)
- 26 febbraio - Gilda Musa, giornalista, poetessa e scrittrice italiana (n. 1926)
- 26 febbraio - José Quintero, regista panamense (n. 1924)
- 26 febbraio - Gualberto Titta, scrittore e attore italiano (n. 1906)
- 27 febbraio - Elio Angelini, calciatore italiano (n. 1926)
- 27 febbraio - Guido Biondi, calciatore italiano (n. 1952)
- 27 febbraio - Angelo Jovine, politico italiano (n. 1923)
- 27 febbraio - Stéphane Sirkis, chitarrista, tastierista e compositore francese (n. 1959)
- 28 febbraio - Bing Xin, scrittrice e poetessa cinese (n. 1900)
- 28 febbraio - Renato Gozzi, politico italiano (n. 1915)
- 28 febbraio - Fritz Harnest, pittore e grafico tedesco (n. 1905)
- 28 febbraio - Renzo Orvieto, pittore, scultore e partigiano italiano (n. 1922)
- 28 febbraio - Bill Talbert, tennista statunitense (n. 1918)
- 28 febbraio - Hiroshi Tsutsui, musicista e compositore giapponese (n. 1935)